# 七里站街道
七里站街道，是中华人民共和国安徽省合肥市瑶海区下辖的一个乡镇级行政单位。

## 行政区划
七里站街道下辖以下地区：
紫竹苑社区、站塘社区、学苑社区、恒通社区、廿埠社区和东七社区。